# Гроув, Тимоти
Тимоти Гроув (Timothy L. Grove, род. в г. Йорке, штат Пенсильвания) — американский геолог.
Профессор Массачусетского технологического института, член НАН США (2014). В 2014 году в его честь назван астероид (9276) Timgrove. Лауреат (2014) премии В. М. Гольдшмидта — высшего отличия Геохимического общества (Geochemical Society).

## Биография
Окончил Колорадский университет в Боулдере (бакалавр геологии, 1971). Степени магистра (1975) и доктора философии по геологии (1976) получил в Гарвардском университете.
В 1975—1979 годах постдок в качестве ассистента-исследователя в Университете штата Нью-Йорк в Стоуни-Брук.
В 1979 году приглашённый профессор в Калтехе, и с того же года сотрудник Массачусетского технологического института: первоначально ассистент-профессор, с 1984 года ассоциированный профессор, с 1991 года профессор, с 2013 года именной профессор геологии. В 1997—2001 годах одновременно работал на кафедре физики Университета Зимбабве.
В 2008—2010 годах президент Американского геофизического союза.
Фелло Минералогического общества Америки (1982), Американского геофизического союза (2001), Американской академии искусств и наук (2008), Геохимического общества (2012).
Почётный доктор Лозаннского (2015) и Льежского (2016) университетов.
Отмечен Bowen Award (1993) секции вулканологии, геохимии и петрологии Американского геофизического союза.